# 武定里
武定里，是台灣南部自明鄭時期至清治時期的一個行政區劃，其範圍約為今台南市的永康區西北部、安南區中南部、北區西部及中西區西北部。
武定里為西元1664年（明鄭永曆十八年）東寧王朝始設的「四坊二十四里」之一，其南邊為承天府、永康里，東邊為廣儲里、新化里、善化里，東北邊為開化里，北邊為尚未納入管轄地區，西邊為臺灣海峽。
武定里後來分拆為內武定里、外武定里。

## 鄭氏王族陵墓
武定里是東寧國王室陵墓的所在地，包括鄭成功、鄭經、鄭克臧、董王妃、唐王妃以及陳妃等王室成員皆葬於武定里的洲仔尾一帶，其中鄭克臧夫妻之墓更被稱為白馬墓。進入清治時期後，清國朝廷下令將鄭成功、鄭經、董王妃以及唐王妃等四位王室成員之墓遷往中國福建南安，以防範台灣的東寧國遺民借此反叛復國。